# Ankylopteryx (Ankylopteryx) polychlora
Ankylopteryx (Ankylopteryx) polychlora is een insect uit de familie van de gaasvliegen (Chrysopidae), die tot de orde netvleugeligen (Neuroptera) behoort. 
Ankylopteryx (Ankylopteryx) polychlora is voor het eerst wetenschappelijk beschreven door Fraser in 1952.